# Kissei Kumamoto
Kissei Kumamoto (隈本吉成, Kumamoto Kissei) é um ator e dublador japonês. No mundo lusófono, ficou conhecido por interpretar o líder da Yakuza, Takashi Mifune, em Metamorphoses e antagonizar Gaijin - Ama-me Como Sou, no papel de Sensei Yamashita.

## Filmografia

### Cinema
- Gaijin - Ama-me Como Sou (2005) - Sensei Yamashita
- Closing Time (1996) - Saxofonista
- Midarana nikutai: Seikan jigoku (1985)
- Hito-natsu no Deki-gokoro (1984) - Hasegawa
- Bijo nawa geshô (1983) - Tani
- Niku dorei: kanashiki gangu (1982) - Takao Aoyanagi
- Osawari salon: oshibori de omachishimasu (1977) - Jun

### Televisão
- Cobra The Animation (2010) - Guild Member
- Dance in the Vampire Bund (2010) - Ivanovic
- Michiko e Hatchin (2008) - Spectator
- Metamorphoses (2004) - Takashi Mifune/Aniki
- O Laboratório de Dexter (2003) - Urso
- Saiyuki Reload (2004) - Sou Guard
- Akai hankô: Yume no ato shimatsu (1997)
- Kango joshiryô: Kegasareta tenshi (1987)
- Hamuretto wa yukue fumei (1981)